# Ендрю Бартон
Éндрю Бáртон (англ. Andrew Barton; бл. 1466 — 2 серпня 1511) — шотландський капер або пірат початку XVI ст., син торгівця Джона Бартона, брат Роберта Бартона — державного скарбника Шотландії.
У 1490-х вів торгівлю у Фландрії. У липні 1507 р. Яків IV надав Бартону каперське свідоцтво з правом нападати на судна під португальським прапором. У 1509 р. Бартон несподівано захопив антверпенське судно «Фастеренсевен», хоча й не мав на це королівських повноважень. Тому Яків IV зобов'язав Бартона компенсувати капітану «Фастеренсевена» Петеру Лемпсону його збитки.
У 1511 р. отримав каперське свідоцтво від данського короля Юхана II, що в цей час вів війну проти Любека, але невдовзі повернувся до британських берегів і відновив «полювання» на португальські кораблі. Проте це викликало невдоволення в англійців і врешті бартонівське судно «Лев» потрапило до рук Едварда Говарда.
Захопленого в полон Бартона засудили як пірата (попри два його каперських свідоцтва) і відрубали голову.